# Liste der Monuments historiques in Saint-Laurent (Ardennes)
Die Liste der Monuments historiques in Saint-Laurent führt die Monuments historiques in der französischen Gemeinde Saint-Laurent auf.

## Liste der Objekte
| Bezeichnung | Beschreibung                    | Standort                                   | Kennzeichnung | Schutzstatus | Datum | Bild |
| ----------- | ------------------------------- | ------------------------------------------ | ------------- | ------------ | ----- | ---- |
| Wegekreuz   | Stein, 16. oder 17. Jahrhundert | außen am Chor der Kirche St-Laurent (Lage) | PM08000461    | Classé       | 1970  |      |